# درة وزان (مقاطعة ديواندرة)
درة وزان (بالفارسية: دره وزان) هي قرية تقع في قسم تشهل تششمه الريفي (مقاطعة ديواندرة) في إيران. يقدر عدد سكانها بـ 317 نسمة .